# ドレスデンの五日間
『ドレスデンの五日間』（ドレスデンのいつかかん、ロシア語: Пять дней, пять ночей=英語: Five Days, Five Nights）は、ソビエト（モスフィルム）・東ドイツ（DEFA）の合作映画（1961年）で、レフ・アルンシュタム（Lev Arnshtam）とハインツ・ティール（Heinz Thiel）の監督であった。

## 概要
第二次世界大戦の終り、ドイツが降伏した1945年5月8日に、それまで追放されていた共産主義者のエーリッヒ・ブラウンは、ドレスデン爆撃で町が灰燼に帰してからわずか3か月後に、赤軍と共に故郷のドレスデンに戻る。彼はツヴィンガー宮殿（現在のドレスデン美術館）の廃墟からアルテ・マイスター絵画館の芸術作品を取り戻すために、ソビエト兵士のグループを支援する。この芸術作品集を探す間に、彼はまた戦争から戻った町の住民の何人かに出会い、彼らは最初はソビエト兵士に不信感を抱いていたが、最終的には絵画を取り戻すのを手伝い、その5日間の各日の行動を追う。
音楽はこの映画のために、ドミートリイ・ショスタコーヴィチがドレスデンへ派遣されて、彼は戦争の悲惨さを憂えた「弦楽四重奏曲第8番」を作曲して、これが使われた。
日本では、アートシアター系の映画館で広く上映された。